# Eupithecia ussurii
Eupithecia ussurii är en fjärilsart som beskrevs av András Vojnits 1972. Eupithecia ussurii ingår i släktet Eupithecia och familjen mätare. Inga underarter finns listade i Catalogue of Life.